# دايسوكي كانزاكي
دايسوكي كانزاكي (باليابانية: 神崎 大輔) (2 فبراير 1985 في أويتا في اليابان – )؛ هو لاعب كرة قدم ياباني سابق كان يلعب كلاعب وسط.

## وصلات خارجية
- دايسوكي كانزاكي على موقع رابطة كرة القدم اليابانية للمحترفين (اليابانية)
- دايسوكي كانزاكي على موقع قاعدة بيانات كرة القدم.إي يو (الإنجليزية)
- دايسوكي كانزاكي على موقع Soccerway.com (الإنجليزية)
- دايسوكي كانزاكي على موقع عالم كرة القدم.نت (الإنجليزية)